# وسیوالاد پودوفکین
وسیوالاد ایلاریونوویچ پودوفکین (روسی: Все́волод Илларио́нович Пудо́вкин؛ ‏ ۱۶ فوریهٔ ۱۸۹۳ – ۳۰ ژوئن ۱۹۵۳) کارگردان، نویسنده و بازیگر سینمای اتحاد جماهیر شوروی بود که سهم عمده‌ای در پیشبرد نظری جنبش مونتاژ شوروی داشت. نظریات او غالباً در تقابل با فیلمساز مهم دیگر آن دوره یعنی سرگئی آیزنشتاین قرار می‌گرفت.
از آثار مهم پودوفکین می‌توان به «سه‌گانهٔ انقلاب» شامل فیلم‌های مادر، پایان سن پترزبورگ و طوفان بر فراز آسیا اشاره کرد.
وی برندهٔ جوایزی همچون نشان پرچم سرخ، نشان لنین، و جایزه هنرمند مردمی اتحاد جماهیر شوروی شده‌است.